# 各年のシンガポールの一覧

シンガポールの国旗

各年のシンガポールの一覧（かくねんのシンガポールのいちらん）は、シンガポールの各年ごとの記事の一覧。この一覧ではシンガポールの各年ごとの記事の他、各世紀と各年代、シンガポールの各分野における各年ごとの記事についても取り扱う。

## 一覧

### 19世紀
- 1810年代
  - 1819年のシンガポール（英語版）
- 1820年代
  - 1823年のシンガポール（英語版） 1824年のシンガポール（英語版）

### 20世紀
- 1940年代
  - 1942年のシンガポール（英語版）
- 1950年代
  - 1950年のシンガポール（英語版） 1954年のシンガポール（英語版）
  - 1955年のシンガポール（英語版） 1956年のシンガポール（英語版） 1957年のシンガポール（英語版） 1958年のシンガポール（英語版） 1959年のシンガポール（英語版）
- 1960年代
  - 1960年のシンガポール（英語版） 1961年のシンガポール（英語版） 1962年のシンガポール（英語版） 1963年のシンガポール（英語版） 1964年のシンガポール（英語版）
  - 1965年のシンガポール（英語版） 1966年のシンガポール（英語版） 1967年のシンガポール（英語版） 1968年のシンガポール（英語版） 1969年のシンガポール（英語版）
- 1970年代
  - 1970年のシンガポール（英語版） 1971年のシンガポール（英語版） 1972年のシンガポール（英語版） 1973年のシンガポール（英語版） 1974年のシンガポール（英語版）
  - 1975年のシンガポール（英語版） 1976年のシンガポール（英語版） 1977年のシンガポール（英語版） 1978年のシンガポール（英語版） 1979年のシンガポール（英語版）
- 1980年代
  - 1980年のシンガポール（英語版） 1981年のシンガポール（英語版） 1982年のシンガポール（英語版） 1983年のシンガポール（英語版） 1984年のシンガポール（英語版）
  - 1985年のシンガポール（英語版） 1986年のシンガポール（英語版） 1987年のシンガポール（英語版） 1988年のシンガポール（英語版） 1989年のシンガポール（英語版）
- 1990年代
  - 1990年のシンガポール（英語版） 1991年のシンガポール（英語版） 1992年のシンガポール（英語版） 1993年のシンガポール（英語版） 1994年のシンガポール（英語版）
  - 1995年のシンガポール（英語版） 1996年のシンガポール（英語版） 1997年のシンガポール（英語版） 1998年のシンガポール（英語版） 1999年のシンガポール（英語版）
- 2000年代
  - 2000年のシンガポール（英語版）

### 21世紀
- 2000年代
  - 2001年のシンガポール（英語版） 2002年のシンガポール（英語版） 2003年のシンガポール（英語版） 2004年のシンガポール（英語版）
  - 2005年のシンガポール（英語版） 2006年のシンガポール（英語版） 2007年のシンガポール（英語版） 2008年のシンガポール（英語版） 2009年のシンガポール（英語版）
- 2010年代
  - 2010年のシンガポール（英語版） 2011年のシンガポール（英語版） 2012年のシンガポール（英語版） 2013年のシンガポール（英語版） 2014年のシンガポール（英語版）
  - 2015年のシンガポール（英語版） 2016年のシンガポール（英語版） 2017年のシンガポール（英語版） 2018年のシンガポール（英語版） 2019年のシンガポール（英語版）
- 2020年代
  - 2020年のシンガポール（英語版） 2025年のシンガポール（英語版）

## 文化と芸術

### 映画
- List of Singaporean films（英語版）